# Bouakro
Bouakro est une localité rurale au centre de la Côte d'Ivoire dans le District de la Vallée du Bandama, appartenant à la région de Gbêke. Ladite localité est administrativement rattachée au département de Béoumi. 